# Чемберс, Уильям (издатель)
Уильям Чемберс (англ. William Chambers) (18 апреля 1800 – 20 мая 1883), шотландский предприниматель, издатель и политический деятель. Брат и бизнес-партнер Роберта Чемберса, писателя и издателя, совместно с ним выпускал многотомную «Энциклопедию Чемберсов» (Chambers’s Encyclopaedia), одно из самых популярных и читаемых энциклопедических изданий своего времени.
Родился в шотландском городке Пиблз в семье мелкого предпринимателя, у которого был цех по выпуску текстиля. В 1813 г. вместе с семьей перебрался в Эдинбург, где несколько лет работал в книжном магазине, заодно выпуская различную малотиражную литературу на ручном типографском станке. Это увлечение и положило начало его издательскому бизнесу.
Чемберс был одним из первых, кто внедрил печатные станки с паровым приводом. Он использовал их для выпуска массовой еженедельной газеты Chambers’s Edinburgh Journal, которая выходила с 1832 г. тиражом более 30 000 экз. и сначала печаталась параллельно в Эдинбурге и Лондоне, а с 1846 г. - только в Эдинбурге, когда ее тираж к месту назначения стало возможным доставлять с помощью железных дорог.
В 1865-1869 гг. лорд-провост Эдинбурга. Был спонсором реставрации Эдинбургского собора.